# Brahmina rosettae
Brahmina rosettae är en skalbaggsart som beskrevs av Frey 1971. Brahmina rosettae ingår i släktet Brahmina och familjen Melolonthidae. Inga underarter finns listade.